# Incidente del Boeing 737 di Occidental Petroleum del 1998
Il 5 maggio 1998 un Boeing 737-282, noleggiato dalla Fuerza Aérea del Perú (l'aeronautica peruviana) e in servizio lungo un volo charter per la Occidental Petroleum, si schiantò a causa della pioggia durante l'avvicinamento ad Andoas, Perù, uccidendo 75 persone a bordo; si salvarono undici passeggeri e due membri dell'equipaggio.
La Occidental Petroleum aveva noleggiato l'aereo per trasportare gli operai al giacimento petrolifero di Andoas. L'aereo era registrato come FAP-351 (c/n 23041 / m/n 962) ed era entrato in servizio presso l'aeronautica peruviana solo poche settimane prima dell'incidente.

## L'incidente
L'aereo si è schiantato intorno alle 21:30 ora locale durante un avvicinamento NDB all'aeroporto Alférez FAP Alfredo Vladimir Sara Bauer di Andoas. Il Boeing si schiantò 3 miglia prima di Andoas. L'arrivo ad Andoas era previsto per le 21:17 ora locale.
Le équipe mediche tardarono più di un giorno a raggiungere il luogo dell'incidente a causa del maltempo, e i sopravvissuti vennero trasportati in barella sotto una pioggia torrenziale al più vicino "ospedale" ad Andoas perché il tempo ne impedì l'evacuazione in elicottero. Successivamente un Boeing 737 di soccorso dell'aeronautica peruviana si diresse ad Andoas, trasportando un'équipe medica, esperti di incidenti aerei e investigatori della polizia.